# Dodecasílabo
Dodecasílabo (del griego δώδεκα "doce" y συλλαβή "sílaba") es el verso de doce sílabas utilizado en la métrica española.
El dodecasílabo clásico, tal cual fue utilizado por primera vez en el siglo XV, se reparte en dos hemistiquios o partes isométricas de seis sílabas cada una, separadas por cesura, y cuenta con un característico ritmo acentual de cuatro sílabas tónicas separadas cada una de la otra por dos sílabas átonas, lo que le confiere una típica prestancia solemne, aunque un poco monótona.
El ritmo resultante es dactílico y se articula en torno a cuatro ejes rítmicos, pero resulta algo invariable y machacón, por lo cual fue reemplazado rápidamente durante el Renacimiento por el más flexible endecasílabo, articulado sobre tres ejes rítmicos, pero con más variedad de combinaciones, sobre todo en el primer eje acentual.
El dodecasílabo fue usado principalmente en el Prerrenacimiento del siglo XV por la escuela alegórico-dantesca de Juan de Mena, micer Francisco Imperial, Íñigo López de Mendoza y otros) y en la primera mitad del siglo XVI, a causa de la solemnidad de su ritmo, que lo hacía apto para las narraciones épicas cultas como el Laberinto de Fortuna de Juan de Mena o la Comedieta de Ponza de Íñigo López de Mendoza; luego entró en decadencia hasta el Modernismo del siglo XX, en que de nuevo empezó a resurgir merced al frecuente empleo que de él hizo Rubén Darío, en lo que fue seguido por sus imitadores.

## Tipos de dodecasílabo
1. Simétricos: un verso dodecasílabo simétrico se caracteriza por estar dispuesto en dos hemistiquios dispuestos 6+6.
  - Simétrico trocaico: formado por dos series, de tres troqueos por hemistiquio con acentos rítmicos en las sílabas impares.
  - Simétrico dactílico: compuesto por dos hexasílabos dactílicos con la primera sílaba de cada hemistiquio en anacrusis. El esquema métrico del dodecasílabo simétrico dactílico responde al siguiente modelo: A + DÁCTILO + TROQUEO//A + DÁCTILO+ TROQUEO. Desde el punto de vista acentual este tipo de dodecasílabo se presenta de la siguiente forma: O + ÓOO + ÓO // O+ ÓOO+ÓO. Por tanto, los acentos recaen en la segunda y la quinta sílaba de cada hemistiquio:

De frase extranjera// el mal pegadizo (El retrato del golilla, Tomás de Iriarte)
1. - Simétrico polirrítmico: combinación rítmica libre tanto de hemistiquios como de versos.

2. Asimétrico
- - Ternario: Sin cesura tras la sexta sílaba. Esto hace que en lugar de dos hemistiquios goce de tres tetrasílabos obligadamente trocaicos. Los acentos recaen en la 2.ª/ 7.ª/ 11.ª. De origen popular, las primeras apariciones de este metro son del siglo XVIII en canciones para el baile como la tonadilla anónima el chasco del Perro.
  - 7+5: Con cesura en la séptima sílaba y acentos en la sexta y undécima. La organización rítmica acata las posibilidades del heptasílabo y el pentasílabo. Se le denomina también dodecasílabo de seguidilla. Ejemplo: Metro mágico y rico que al alma expresas//Llameantes alegrías, penas arcanas. (Elogio de la seguidilla, Rubén Darío). Este verso se remonta a los siglos XI y XII en las jarchas, coincidiendo con la aparición de la seguidilla, con la que lo han relacionado. Aunque, según Navarro Tomás, el ejemplo de dodecasílabo 7+5 estricto sería el de los Nocturnos de Sor Juana Inés de la Cruz.
  - 5+7: Este tipo de endecasílabo tiene su origen en el decasílabo francés (4+6), pero se desarrolla a finales del siglo XVIII.

Uso: Se emplea también como sustantivo masculino. Se aplica especialmente a los versos de un poema.
Ejemplo: El dodecasílabo fue común en la poesía hispánica del siglo XV.
Hiperónimo: polisílabo

## Relacionados
sílaba, monosílabo, bisílabo, trisílabo, tetrasílabo, pentasílabo, hexasílabo, heptasílabo, octosílabo, eneasílabo, decasílabo, endecasílabo.